# Мозолевський Григорій
Єпископ Григорій Мозолевський (нар. 1876, Чернігівщина — пом. 1938?) — релігійний діяч, єпископ Конотопський УАПЦ.

## Життєпис
Народився на Чернігівщині.
До революції 1917-го був законовчителем у кількох середніх школах в рідному регіоні.
16 липня 1924 року протоієрей Григорій Дмитрович Мозолевський був висвячений на єпископа Конотопського і Посеймського УАПЦ у Борисоглібському соборі у Чернігові.
Взимку 1926-1927 років став настоятелем парафії УАПЦ в місті Радомишль. Втім парафія дуже занепала, і не могла утримувати увесь причет.
За вказівкою президії ВПЦР єпископ Григорій Мозолевський став кандидатом на наступну вільну катедру.
У лютому 1927 року єпископ Григорій повернувся до Конотопської округи — став настоятелем парафії в селі Спаське. Президія ВПЦР дала на це згоду 2 березня того ж року.
Одержав запрошення на Другий собор УАПЦ (відбувся 17-30 жовтня 1927), проте на передсоборну нараду не прибув.